# Třebnouševes
Třebnouševes település Csehországban, a Jičíni járásban. Třebnouševes Dobrá Voda u Hořic, Milovice u Hořic, Stračov, Rašín, Hořice és Jeřice településekkel határos. Lakosainak száma 280 fő (2024. január 1.).

## Népesség
A település lakosságának változását az alábbi diagram mutatja:
| Lakosok száma | 531  | 441  | 525  | 375  | 320  | 286  | 288  | 283  | 279  | 280  |
|               | 1869 | 1890 | 1921 | 1950 | 1980 | 2001 | 2017 | 2019 | 2022 | 2024 |